# Гоняев, Константин Иванович
Константин Иванович Гоняев (6 апреля 1819, Симферополь — август 1882, Томск) — российский архитектор и гражданский инженер, работавший в Ялте, Симферополе, Херсоне, Томске в середине XIX века. Работал как над инженерными сооружениями, так и на строительстве общественных зданий, в том числе православных культовых сооружений. Многие из сохранившихся его построек в настоящее время самостоятельно или в составе более крупных архитектурных ансамблей охраняются как объекты культурного наследия федерального или регионального значения.

## Биография
Родился 6 апреля 1819 года в Симферополе, в служилой дворянской семье первого поколения. Отец архитектора, Иван Иванович, начинал службу писцом в севастопольской градской полиции (1807), затем был приставом при феодосийских соляных магазинах, а в 1839 году определён бухгалтером по капиталу сельской промышленности. Уволен от этой должности в чине коллежского асессора в ноябре 1842 года «по болезненным припадкам и слабому зрению». Умер он в 1847 году, похоронен на Старом кладбище Симферополя рядом со своей женой Екатериной Ивановной, скончавшейся в 1829 году.
Константин окончил училище гражданских инженеров (впоследствии Институт гражданских инженеров) в 1838 году в Санкт-Петербурге, после чего в 1840 году был направлен в Ялту, где прослужил до 1842 года. В РГИА хранится документ «О награждении гражданского инженера Гоняева за постройку в городе Ялте Набережной».
В 1843—1844 годах работал по распоряжению губернатора в Таганроге, где получил звание старшего гражданского инженера, после чего в 1845 году вновь вернулся в Крым, где был назначен сперва гражданским инженером, а позднее — таврическим губернским архитектором. Пребывая на должности, для решения многолетней проблемы водоснабжения города Симферополя Гоняев решил продолжить тянущееся с 1838 года сооружение фонтана на Базарной площади (ныне пл. Ленина). Под этот проект были ассигнованы средства и собраны все необходимые согласования (подписи четырёх членов Таврической строительной и дорожной комиссии, а также таврического губернатора генерал-лейтенанта В. И. Пестеля). Фонтан строился слишком долго, к тому же началась Крымская война и работы периодически останавливались, но когда объект в 1865 году был готов, то из-за проектных ошибок или низкого качества работ «вода не пошла в фонтан». Впрочем позднее недочёты были устранены и фонтан прослужил городу долгое время, в 1958 году он был снесён при реконструкции площади.
В 1865 году был переведён на должность гражданского инженера при Херсонской палате государственных имуществ в чине коллежского асессора.
Когда в 1867 году эту должность упразднили, Гоняев переехал в Томск на должность городского архитектора, а с 1868 стал там также и епархиальным архитектором. В марте 1872 года он перешел на службу в Томскую строительную комиссию. В 1881 году был освобожден от должности епархиального архитектора по причине болезни. Скончался в августе 1882 года.

## Семья
Жена — Александра Ивановна. Дети: сыновья — Петр (окончил медицинский факультет Казанского университета), Михаил, Иван, дочери — Елизавета, Екатерина, Мария и Зиновия. Михаил Константинович Гоняев (16 сентября 1849, Симферополь — 17 апреля 1891, Херсон) — юрист, российский шахматный и шашечный историк и литератор.

## Известные проекты зданий и сооружений
- 1842 год — проект работ по строительству набережной Ялты (ныне Набережная имени Ленина)[2].
- 1847 год — выполнил проект здания Дворянского депутатского собрания в Симферополе, ныне ул. Горького, 10[2].  Памятник культурного наследия Украины местного значения. Охр. № 122-АР
- 1851 год — планирование Успенского Бахчисарайского скита, а также обязанности надзора за производством работ. Гоняеву была объявлена признательность Священного Синода[6]. Объект культурного наследия народов РФ федерального значения. Рег. № 911520361230006 (ЕГРОКН).
- 1850-е, введён в действие в 1865 году — проект общественного фонтана (т. н. Львиный фонтан[8]) на Базарной площади (ныне пл. Ленина)[2].

Вода в фонтан с суточным расходом до 14000 ведер поступала по керамическому трубопроводу из расположенного в 3 верстах от города источника Бор-чокрак (ныне Даниловский пруд). Открылся фонтан 16 октября 1865 года. Базарный фонтан являлся оригинальным архитектурном сооружением и вместе с Долгоруковским обелиском и собором св. Александра Невского был одной из достопримечательностей губернского города. Фонтан был сооружен в виде высокого (до 4 метров высотой) колокола из диабаза, с четырёх фасадов украшенного чугунными львиными головами. Из львиных пастей выливались струи воды. Всю композицию окружала большая цилиндрическая чаша-бассейн из известняка.
- 1870-е — проекты зданий архиерейского дома, семинарии, а также молитвенного дома на заимке Томского Алексеевского монастыря[6].  Объект культурного наследия народов РФ регионального значения. Рег. № 701420643320005 (ЕГРОКН).

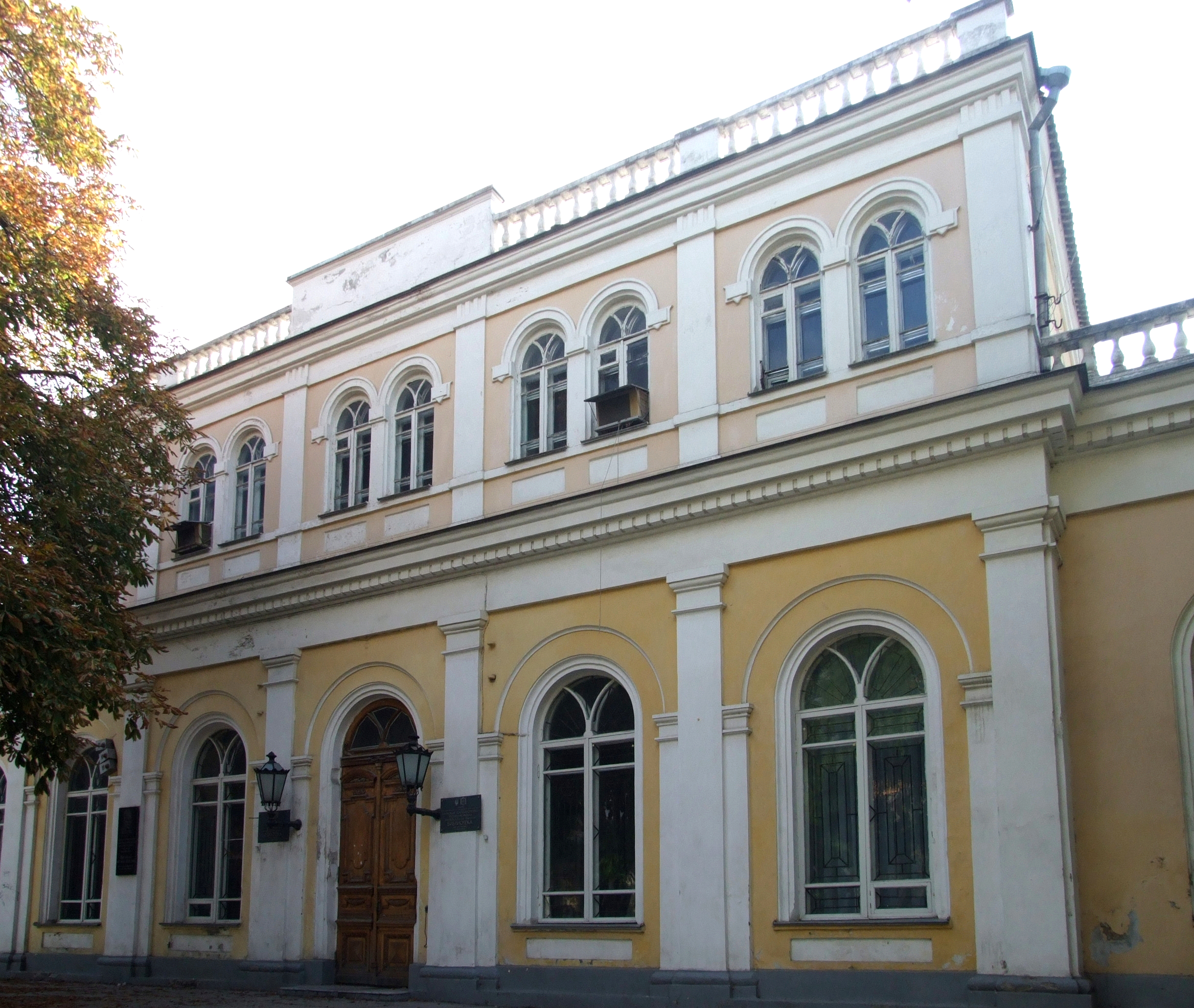
Дом дворянского собрания, Симферополь, ул. Горького, 10.  Памятник культурного наследия Украины местного значения. Охр. № 122-АР
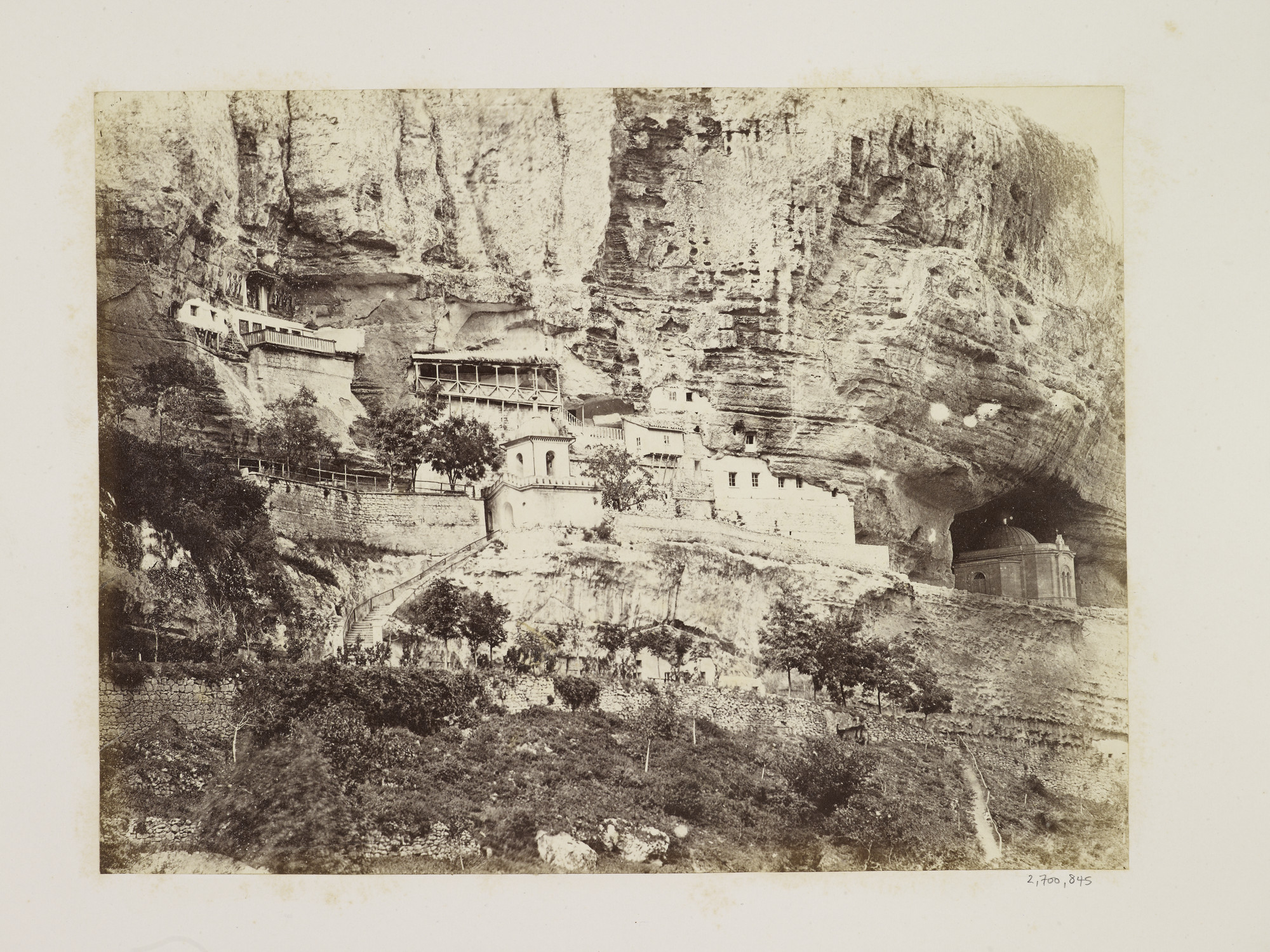
Фото 1869 года. Бахчисарайский Свято-успенский мужской монастырь, по проекту Гоняева в 1851 году возрождался как скит. Отдельные здания позднее проектировали другие архитекторы.  Объект культурного наследия народов РФ федерального значения. Рег. № 911520361230006 (ЕГРОКН)
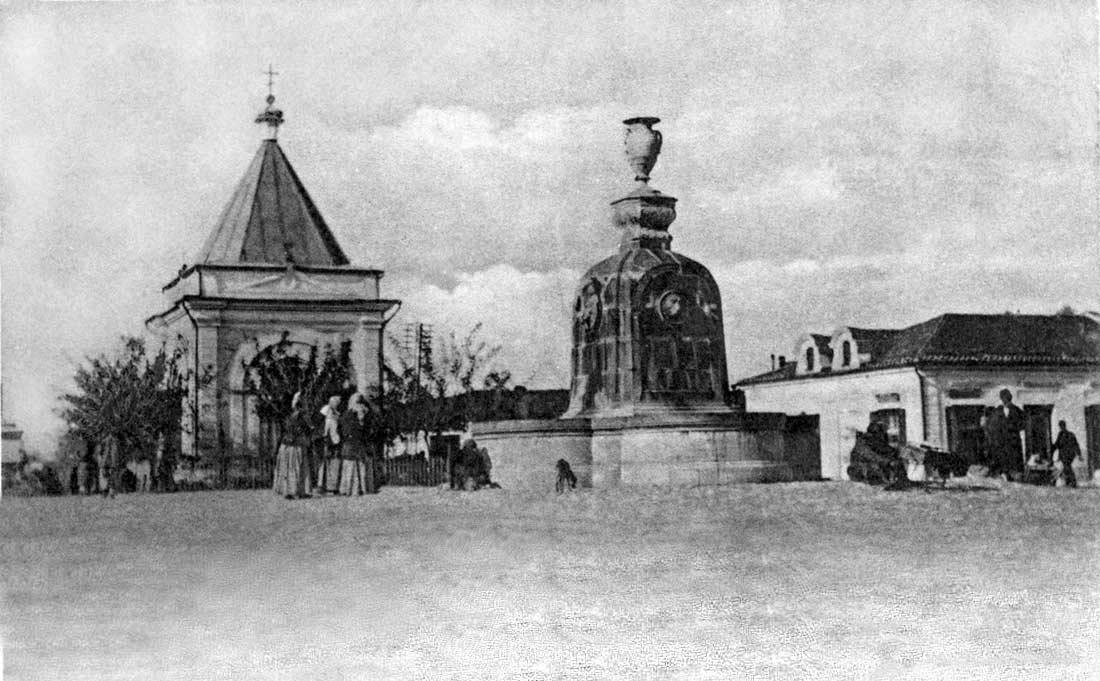
Львиный фонтан на Базарной площади в Симферополе, архитектор Гоняев К. И. Введён в строй в 1865, снесён в 1958.
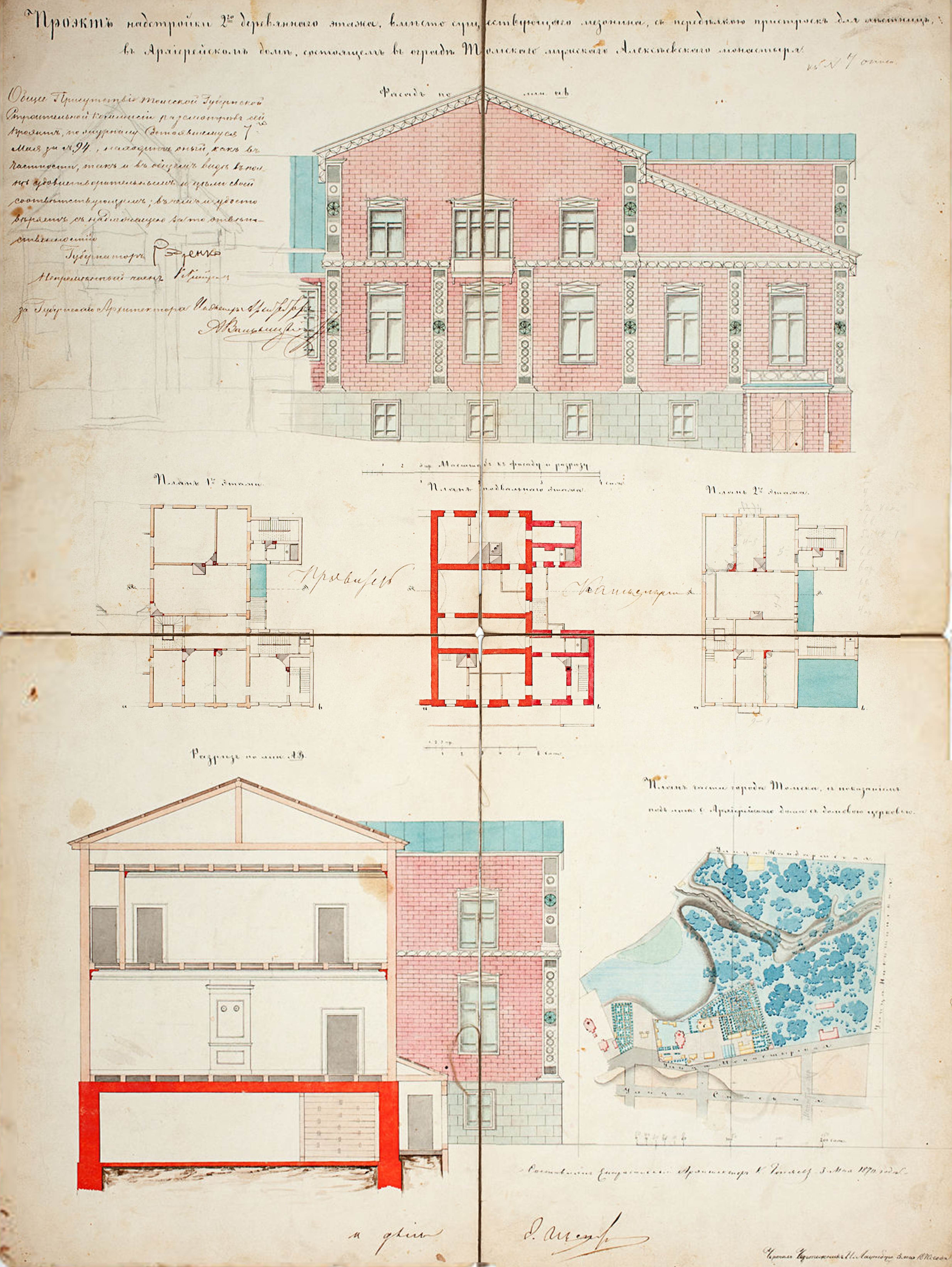
Собственноручный чертёж К. И. Гоняева. Проект перестройки архиерейского дома в Томском Богородице-Алексеевском мужском монастыре. 3 мая 1870 года
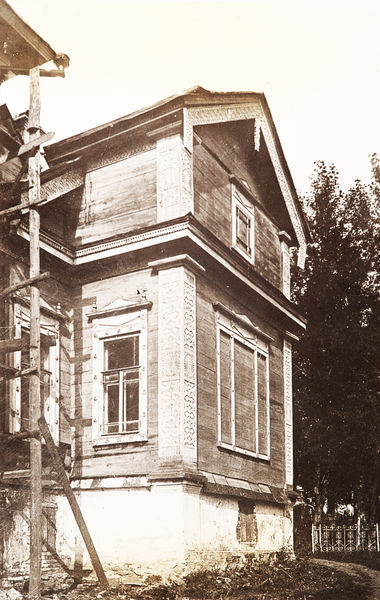
Старый архиерейский дом в Томском Богородице-Алексеевском мужском монастыре, после перестройки 1870 года, фото начала XX века.  Объект культурного наследия народов РФ регионального значения. Рег. № 701420643320005 (ЕГРОКН)